# زینب غزالی
زینب محمد الغزالی (زاده ۲ ژانویهٔ ۱۹۱۷) اسلام‌گرای مصری و بنیان‌گذار انجمن زنان مسلمان بود
پدر وی سخت پایبند به قرآن بود و از اهالی روستای «میت یعیش» در دقهلیه مصر. کار خانواده بیشتر تجارت بود. زینب غزالی در مدارس دولتی به تحصیل پرداخت و علوم دینی و قرآن و حدیث و فقه را از شیخ عبدالمجید بنان نماینده الازهر، شیخ محمد سلیمان رئیس بخش خطابه در الازهر و شیخ علی محفوظ فرا گرفت. او از حسن البنا و حسن الهضیبی نیز متاثر بوده‌است.

## ارتباط با جماعت اخوان المسلمین
ارتباط زینب غزالی با اخوان المسلمین در سال ۱۹۳۲ میلادی آغاز شد. درست شش ماه پس از آنکه مرکز بانوان مسلمان را بنیاد نهاد، حسن البنا ریاست بخش خواهران مسلمان را در جماعت اخوان المسلمین به وی پیشنهاد کرد، اما به سبب مخالفت بانوان هیئت مؤسس مرکز، وی در آغاز این پیشنهاد را نپذیرفت، ولی پس از چندی به همکاری و هماهنگی با جماعت، تمایل پیدا کرد.
پس از رخدادهای ۱۹۴۸میلادی و صدور فرمان انحلال جماعت اخوان المسلمین، به نیابت از دیگر بانوان تلگرافی برای حسن البنا فرستاد و طی آن، در راه فعالیت برای اسلام و خدمت به دعوت با وی بیعت کرد. از آن هنگام بود که وی عضو جماعت اخوان المسلمین شد.

## فعالیت‌ها و آثار
زینب غزالی از بنیان‌گذاران مرکز عمومی بانوان مسلمان و مسئول بخش خواهران مسلمان در جماعت اخوان المسلمین بود و با هدف ترویج دعوت، ریاست مرکز بانوان مسلمان را در سال ۱۹۳۶میلادی به عهده گرفت.
کتاب‌های زیر را نیز به رشته تحریر درآورد: ایام من حیاتی (ترجمه شده با عنوان‌های: روزهای دعوت اسلامی و روزهای خاطره) نحو بعث جدید (در دست ترجمه)، نظرات فی کتاب الله، مشکلات اشباب و الفتیات، الی ابنتی (نامه‌های زینب غزالی به دختران مسلمان]، اسماء الله الحسنی. در نشریات و مجلات عربی و اسلامی نیز مقاله‌های بسیاری به چاپ رساند. زینب غزالی به بسیاری از کشورهای اسلامی سفر کرد و در بسیاری از کنفرانس‌ها و همایش‌ها شرکت کرد.

## مواضع سیاسی
نخستین مسئولیتی که از سوی حسن البنا به وی سپرده شد، میانجی‌گری میان اخوان المسلمین و نحاس پاشا و برطرف کردن سوءتفاهم موجود بود. میانجی پیشنهاد شده از سوی نحاس پاشا، استاد امین خلیل بود.
هنگامی که جمال عبدالناصر خواست با زینب غزالی دیدار کند، وی نپذیرفت.
در سال ۱۹۶۴ میلادی از طرف حکومت، حکمی صادر و مرکز منحل شد و مجلهٔ «السیدات المسلمات/ بانوان مسلمان» نیز توقیف شد.